# Nasser Bourita

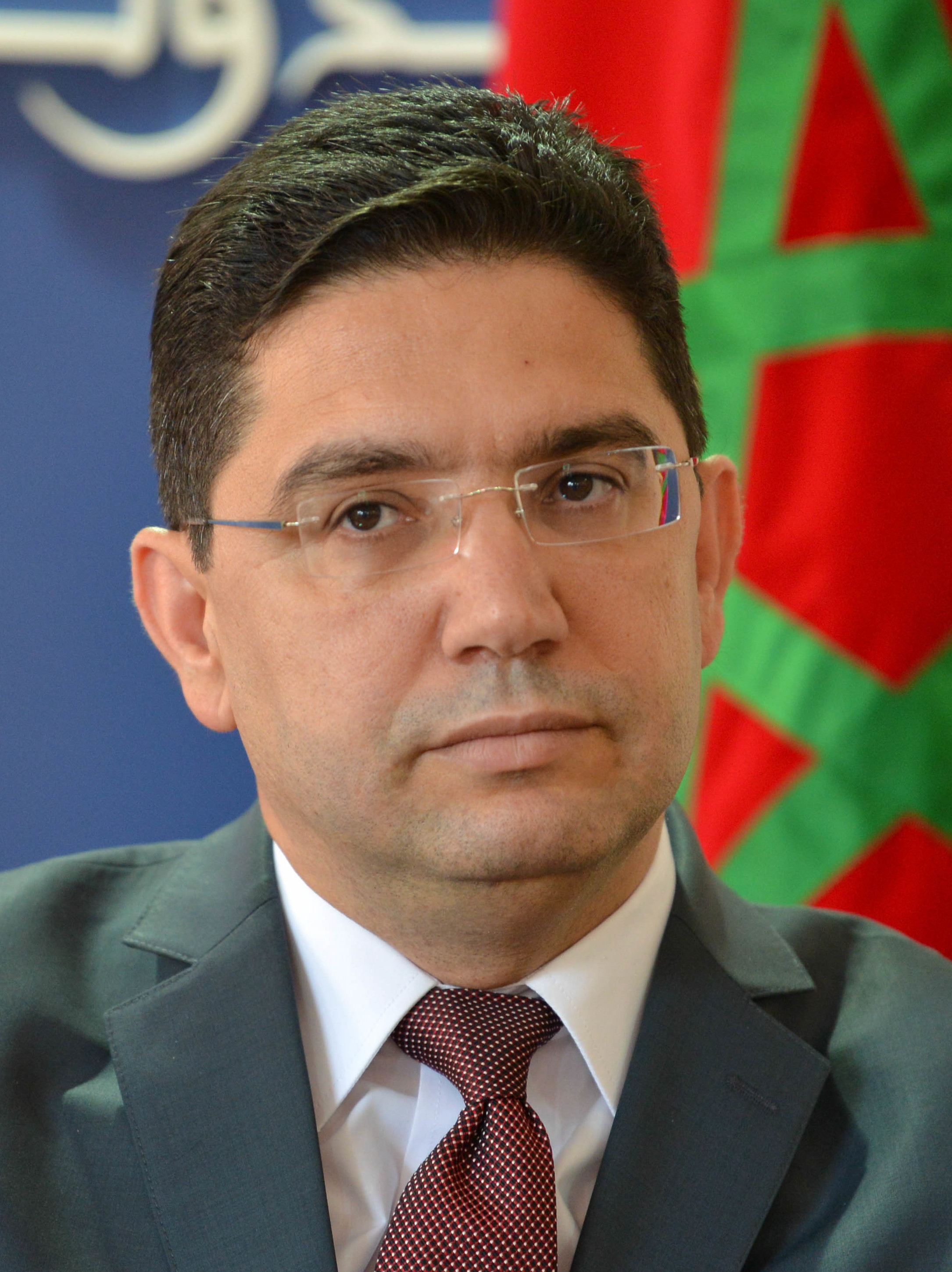
Nasser Bourita, 2017

Nasser Bourita (arabisch ناصر بوريطة, DMG Nāṣir Būrīṭa; * 27. Mai 1969 in Taounate) ist seit 15. April 2017 Außenminister des Königreichs Marokko und war bzw. ist Teil der Regierungen von Saadeddine Othmani (2017–2021) und Aziz Akhannouch (seit 2021).

## Leben
Bourita wurde am 27. Mai 1969 in Taounate geboren und schloss 1991 sein Studium an der Rabater Fakultät für Rechts-, Wissen- und Sozialwissenschaften mit einem Bachelor in öffentlichem Recht und internationalen Beziehungen ab. Zwischen 1991 und 1995 schloss er zudem weitergehende Studiengänge zur Diplomatie und internationalem Recht mit Zertifikat bzw. Diplom (vergleichbar einem Master in Österreich und Deutschland) ab. Er war von 1995 bis 2002 und auch von 2009 bis 2011 ein Angestellter hohen Ranges bei der marokkanischen Botschaft in Wien. 2002 war er Leiter des Services für die Hauptorgane der UNO und danach von 2002 bis Dezember 2003 Berater der marokkanischen Mission bei der EU in Brüssel. Von 2003 bis 2006 war er im marokkanischen Außenministerium Leiter der Abteilung der Vereinten Nationen und von 2006 bis 2009 Direktor für internationale Organisationen. Von 2011 bis 2017 war er Generalsekretär des marokkanischen Außenministerium, ehe er am 15. April 2017 von König Mohammed VI. zum Außenminister ernannt wurde. Mohammed VI. hatte ihn eigentlich schon Anfang Februar 2016 als Außenminister Marokkos vorgeschlagen.

## Diplomatie
Bourita erhielt einige Aufmerksamkeit, als er im Jahr 2021 diplomatische Spannungen mit Deutschland und Spanien erregte und sie dann gemeinsam mit König Mohammed VI. im Winter bzw. Frühling 2022 löste. Er ist der marokkanische Außenminister, der die Sahara-Doktrin am meisten nutzte. Das heißt, dass diplomatische Beziehungen oder/und Kontakte abgebrochen bzw. auf Eis gelegt werden, wenn ein Land eine pro-saharaische oder neutrale Haltung im Westsaharakonflikt hat. Die bekanntesten Beispiele sind die diplomatischen Spannungen im Jahr 2021 mit Deutschland und Spanien, die mittlerweile gelöst sind. Er und König Mohammed VI. erkannten den Staat Israel offiziell am 10. Dezember 2020 an, unter anderem weil der ehemalige US-Präsident Donald Trump die Westsahara als marokkanisches Territorium anerkannte. Auch der jetzige US-Präsident Joe Biden hält an einer pro-marokkanischen Haltung der USA fest. Die Anerkennung Israels führte zu Protesten in Marokko und Unmut bei pro-palästinensisch gesinnten Menschen. Bourita und König Mohammed VI. unterstützen die Zwei-Staaten-Lösung im Nahostkonflikt. Unter seine Amtszeit fiel auch der Abbruch der Beziehungen zum Iran 2018 und Algerien, verursacht durch den algerischen Präsidenten Abdelmadjid Tebboune, der am 24. August 2021 Anschuldigungen seitens Algerien gegen Marokko äußerte.

## Privates
Bourita ist verheiratet und Vater von drei Kindern.